# Histrio histrio
A Histrio histrio a sugarasúszójú halak (Actinopterygii) osztályának horgászhalalakúak (Lophiiformes) rendjébe, ezen belül a csáposhal-félék (Antennariidae) családjába tartozó faj.
Nemének egyetlen faja.

## Előfordulása
A Histrio histrio mind a három nagy óceánban megtalálható. Az Indiai-óceánban a következő helyeken vannak állományai: Afrika legdélibb része és ettől keletre, egészen Indiáig, Srí Lankáig, Réunionig és Mauritiusig, beleértve a közbeeső Madagaszkár tengerparti vizeit és a Vörös-tengert is. A Csendes-óceán nyugati részén Japántól Új-Zélandig fordul elő, míg ugyanez óceán keleti részén, az elterjedési területe csak alig ismert. Az Atlanti-óceánban Kanadától Uruguayig, valamint a norvégiai Vardøtól (Düben & Koren 1846), egészen Nyugat-Afrikáig található meg.

## Megjelenése
Ez a hal elérheti a 20 centiméteres hosszúságot is. Az állat bőre pettyezett zöld, számos húsos nyúlvánnyal, amelyek igen jól álcázzák a Sargassum nevű barnamoszat-mezőkben, ahol inkább szokott tartózkodni. A „csalibotja” gömb alakú, számos vékony nyúlvánnyal. Testén, ahol nincsenek nyúlványok, bőre sima. A hátúszóján 3 tüske és 11-13 sugár van, míg a farok alatti úszóján nincs tüske, viszont 6-13 sugár látható.

## Életmódja
Habár Norvégiánál is észlelték, a Histrio histrio általában szubtrópusi hal, amely 0-50, általában 0-2 méteres mélységekben él. A korallzátonyokat is felkeresi, azonban a Sargassum-mezőket kedveli. Magányos, ragadozó halfaj. Tápláléka kisebb halak és kis rákok.

## Szaporodása
A Histrio histrio ikrákkal szaporodik. Az ikrák, tutajszerű zselatinos masszában vannak. Ez szabadon lebeg a vízben.

## Felhasználása
Ennek a halnak nincs ipari mértékű halászata. Az akváriumokban kedvelt hal.
Fogyasztása néha Ciguatera mérgezést okozhat.

## Képek

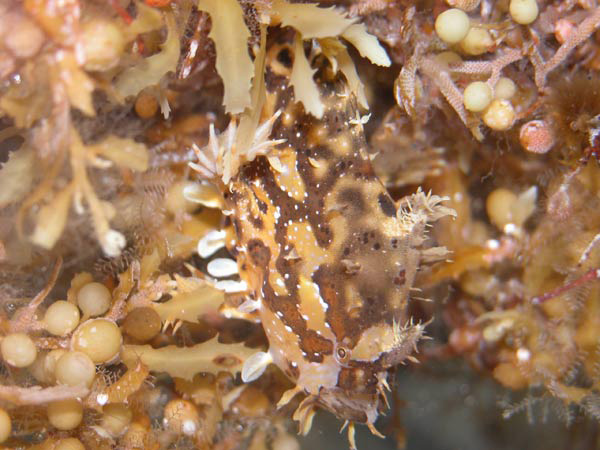
Jól álcázza magát
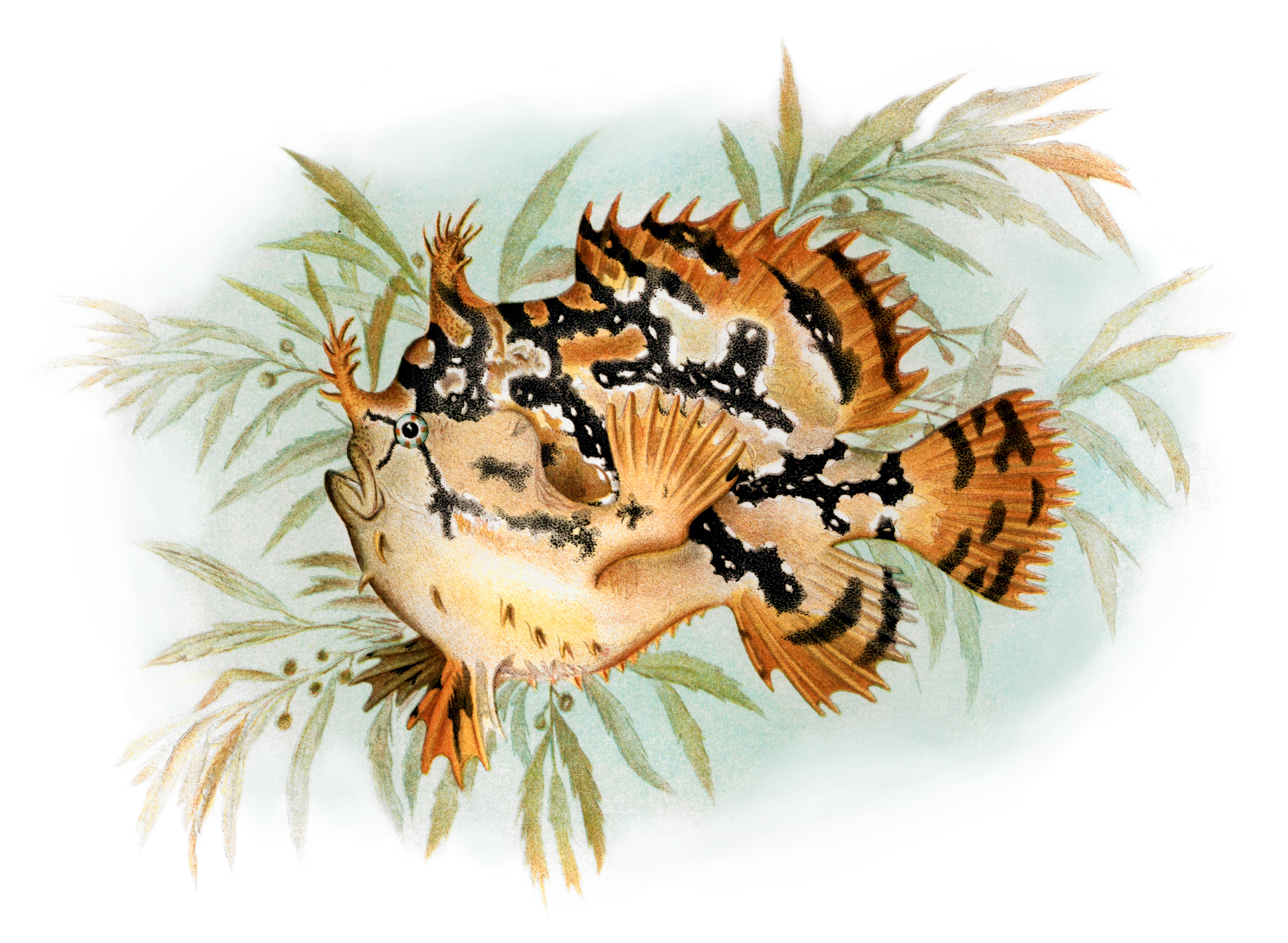
Rajzok a
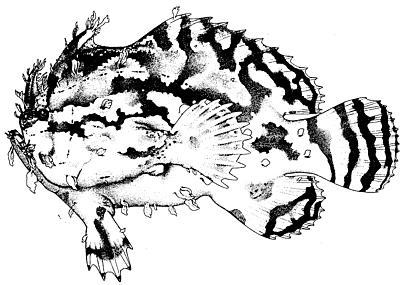
halról